# Topcon
Topcon Corporation (яп. 株式会社　トプコン) — японська компанія, виробник оптичного устаткування.

## Історія компанії
Компанія заснована 1 вересня 1932 року під назвою «Акціонерна компанія „Токійське оптичне обладнання“» (东京 光学 机械 株式会社). Компанія утворена шляхом злиття підрозділу «Годинникової компанії Хатторі Сейко-ся» (服 部 时 计 店 精工 舎) (в цей час — Seiko), що виробляла вимірювальні інструменти, і «Фабрики оптичного устаткування Кацумі» (胜 间 光学 机械 制作 所). Штаб-квартира компанії знаходилась у кварталі Ґіндза токійського спецрайона Тюо. В цей час компанія розташовується в районі Ітабасі.
Компанія стала одним з найперших японських виробників оптичного устаткування. До кінця Другої світової війни компанія виробляла об'єктиви для армії Японії. Nikon поставляв об'єктиви для військового флоту Японії.
У 1947 році акції компанії пройшли процедуру лістингу на фондових біржах Токіо і Осаки.
У 1960 році контроль над компанією перейшов до компанії Tokyo Shibaura (нині Toshiba).
У 1989 році назва компанії Tokyo Kogaku було змінено на Topcon.
У 2009 році акції компанії пройшли процедуру делістинга на Фондовій біржі Осаки.

## Продукція компанії

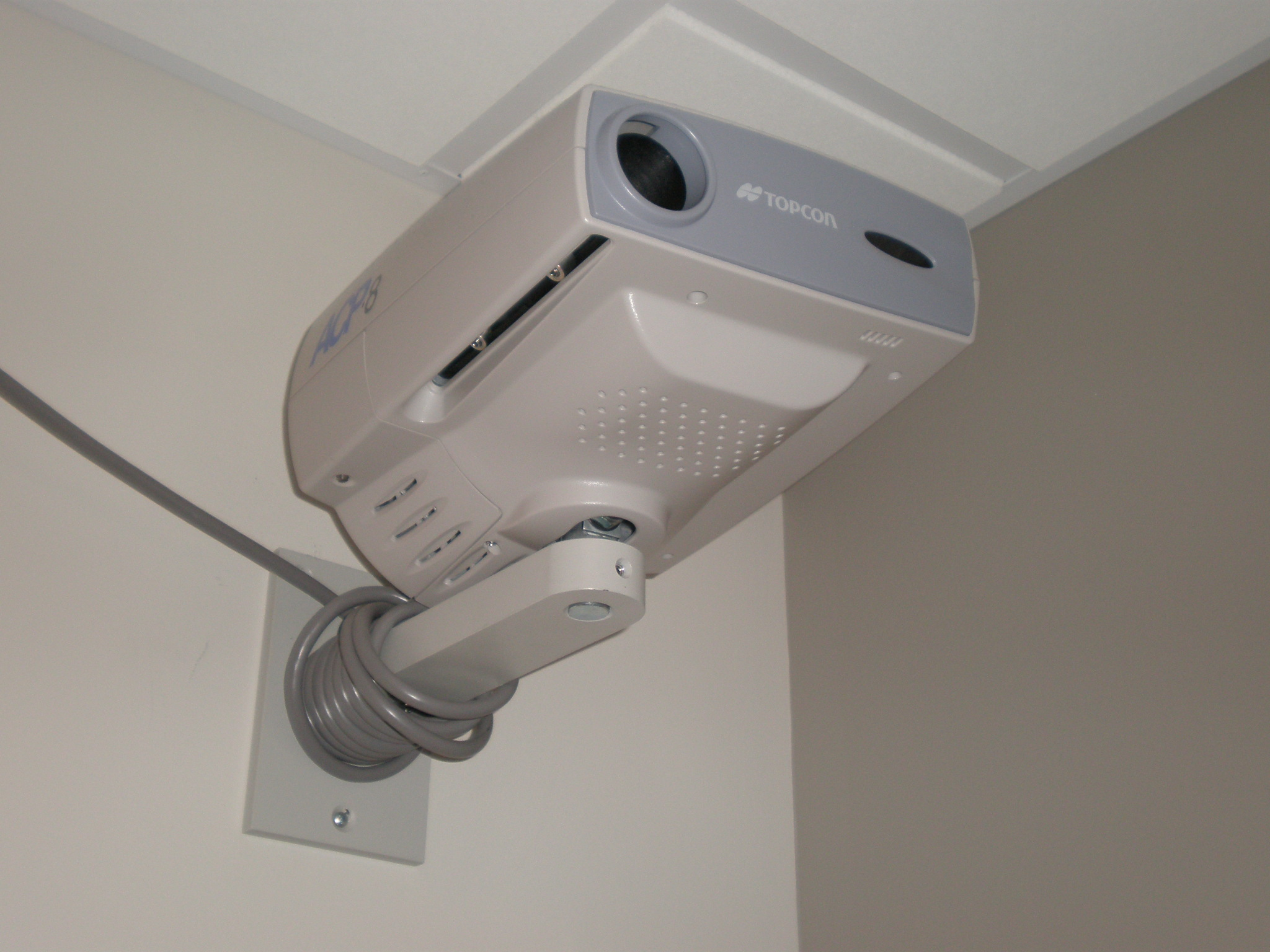
Проектор Topcon.

Компанія виробляє оптичне обладнання для офтальмології, будівництва, промисловості, а також лазерне обладнання, GPS-навігатори, вимірювальні прилади, компоненти для DVD, проектори тощо.

### Фотоапарати Topcon
Компанія Topcon виробляла фотоапарати з 1937 по 1981 рік.